# OpenSocial
OpenSocial представляет собой набор общих интерфейсов прикладного программирования (API) для социальных сетевых приложений, разработанный Google вместе с MySpace и рядом других социальных сетей.
Он был выпущен 1 ноября 2007 года.
Приложения использующие OpenSocial API будут совместимы с любой социальной сетью, которая их поддерживает, включая возможности сайтов, таких как Hi5.com, MySpace, orkut, Netlog, Sonico.com, Friendster, Ning и Yahoo!.

## Структура
Базируясь на основе HTML и JavaScript, а также фреймворке Google Gadgets, OpenSocial включает в себя четыре API для социальных приложений, которые предоставляют возможность доступа к данным и основным функциям по участию в социальных сетях. Разные API реализуют различные аспекты: первый предоставляет общий JavaScript API, второй обеспечивает информацию об отношениях людей и друзей, третий отвечает за социальные активности (публикации и доступ к деятельности пользователя) и четвёртый предназначен для сохранения данных.

## История

### Разработка
OpenSocial, по слухам, был частью крупной инициативы Google в области социальных сетей под кодовым названием «Мака-Мака» . (англ. Maka-Maka)
Первоначальная версия API, которая была обнародована, составляла 0.5, а затем 21 декабря 2007 года была выпущена версия 0.6. Версия 1.0 была выпущена 15 марта 2010 года. Сейчас актуальная версия 1.1, которая выпущена 18 ноября 2010 года.

### Критика
Открытый с большой помпой в новостях, OpenSocial поначалу не очень хорошо работал; он лишь работал с сетью Orkut принадлежащей Google, и только с ограниченным числом гаджетов. Другие сети только занимались реализацией фреймворка.
Как сообщает TechCrunch, 5 ноября 2007 года, OpenSocial был быстро взломан. Общее время для взлома iLike, базирующегося на основе OpenSocial, составило всего 20 минут, согласно TechCrunch. Злоумышленник получал возможность добавлять и удалять песни в плей-листах пользователя, а также просматривать информацию их друзей.
6 декабря, TechCrunch представил доклад основателя MediaPops Руси Уитмена, который сказал: «Хотя изначально мы были очень рады, мы узнали на своей шкуре, насколько действительно ограниченным является релиз». Руси добавил, что также не хватает основных компонентов, отвечающих за функциональность.

## Справочная информация
OpenSocial обычно рассматривается как более открытая кросс-платформенная альтернатива Facebook Platform, проприетарного сервиса популярной социальной сети Facebook.
Используя OpenSocket, пользователи имеют возможность запускать OpenSocial-гаджеты в Facebook.